# Elisabeta Bostan
Elisabeta Bostan (n. 1 martie 1931, Buhuși, județul Bacău, Regatul României) este o regizoare de film, scenaristă și profesoară universitară română. Este cunoscută drept regizor de filme despre universul copilăriei, dominate de o duioșie feminină, cu valori în zona muzicală. Are o evidentă intuiție în descoperirea și conducerea actorului-copil în creațiile sale cinematografice.

## Biografie
Elisabeta Bostan s-a născut la Buhuși, în data de 1 martie 1931. A absolvit Colegiul Național „Calistrat Hogaș”  din Piatra Neamț, iar în anul 1954, Institutul de Artă Teatrală și Cinematografică "I.L. Caragiale" din București, secția regie.
În 1955 Elisabeta Bostan devine asistent regie film și regizor secund la Studioul de Film de la Buftea.  Din 1965, a fost conferențiar la I.A.T.C.(Institutul de Artă Teatrală și Cinematografică). Din 1990, a fost profesor universitar și șef catedră de regie film din ATF (Academia de Teatru și Film) București. În anul 1995 a devenit decan al Facultății de Film și Televiziune din cadrul Universității Naționale de Artă Teatrală și Cinematografie.. În 1996 ea a fondat festivalul de film studențesc CineMAiubit.
Membru fondator și membru în Comitetul Director al Uniunii Cineaștilor din România (UCIN) și președinte a Centrului Național Român de film pentru copii și tineret. Secretarul secției Regizorilor de film din Uniunea Cineaștilor (1993-1995). Membru în Comitetul Internațional al CIFEJ (Centre International des films pour les Enfants et la Jeunesse). 
Președintă de juriu la Festivalurile internaționale de la Teheran, Milano, Moscova, Munchen, Tomar.
Retrospective ale filmelor sale au fost organizate în Japonia (Tokyo, Kyoto), India (Madras), Iran (Teheran) și Canada (Montreal).

### Carieră cinematografică
A debutat cu scurtmetraje „ Culegere de jocuri românești”(1956), „Trei jocuri românești"(1958) și „Cloșca cu puii de aur”(1958). Apoi în 1959 a semnat scenariul și regia pentru „Hora” iar în 1960,  a semnat scenariu și regia în colaborare cu Mihai Bucur pentru „Nuntă în Țara Oașului”. 
Primul film de lungmetraj regizat de Elisabeta Bostan este drama „Puștiul” realizat în 1962. În 1963, prin  scurtmetrajul ”Năică” ea lansează seria filmelor cu același personaj: ”Năică și barza” – în 1966, ”Năică pleacă la București” – în 1967 și ”Năică și veverița” – 1967. Este o creatoare a filmelor inspirate de Ion Creangă, Petre Ispirescu, Cezar Petrescu, cele mai cunoscute fiind, "Capra cu trei iezi", "Tinerețe fără bătrânețe", "Amintiri din copilărie", "Fram". 

## Filmografie

### Ca regizor
- Culegere de dansuri românești (1956)
- O mică întîmplare! (1957) - regizor secund
- Trei jocuri românești (1958)
- Dansul 'Cloșca cu puii de aur' (1958)
- Hora (1959)
- Nuntă în Țara Oașului (1960)
- Puștiul (1962)
- Aventurile istețului Năică
  - Năică și peștișorul (1963)
  - Năică și barza (scurtmetraj, 1966)
  - Năică pleacă la București (scurtmetraj, 1967)
  - Năică și veverița (scurtmetraj, 1967)
- Amintiri din copilărie (1965)
- Pupăza din tei (1965)
- Tinerețe fără bătrînețe (1969)
- Veronica (1973)
- Veronica se întoarce (1973)
- Mama (1977)
- Saltimbancii (1981)
- Un saltimbanc la Polul Nord (1982)
- Fram (1983) - serial TV
- Promisiuni (1985)
- Zîmbet de Soare (1988)
- Unde ești copilărie? (1988)
- Desene pe asfalt (1989)
- Campioana (1991)
- Telefonul (1992)
- Iza-Bella (2007)[necesită citare]

### Ca scenarist
- Amintiri din copilărie (1965)
- Năică și barza (scurtmetraj, 1966)
- Năică pleacă la București (scurtmetraj, 1967)
- Năică și veverița (scurtmetraj, 1967)
- Tinerețe fără bătrînețe (1969)
- Veronica (1973) - împreună cu Vasilica Istrate
- Veronica se întoarce (1973) - împreună cu Vasilica Istrate

## Recunoaștere

### Premii
- 1964-1968: Marele premiu Pelagro d'oro și Marele premiu al juriului la Festivalul internațional al filmului pentru copii de la Gijon, Spania, Premiul pentru cel mai bun film pentru tineret la Festivalul internațional de la Tours și Marele premiu la Festivalul internațional al filmului de la Teheran; Mențiune specială la Cannes; Premiul pentru cel mai bun film pentru copii la Festivalul filmului de la Mamaia; Premiul pentru cel mai bun film la Festivalul internațional din La Plata, Argentina (seria Năica);
- 1965: Premiul pentru cel mai bun film folcloric la Săptămâna internațională a filmului de folclor și turism de la Bruxelles ("Nunta în Țara Oașului");
- 1967: Premiul Asturias pentru cea mai bună regie la Festivalul internațional al filmului de la Gijon ("Năică și barza");
- 1967: Premiul pentru regie la Festivalul internațional al filmului pentru copii de la Moscova ("Năică și barza");
- 1969: Premiul special al juriului la Festivalul internațional al filmului de la Moscova, Medalia de aur la Festivalul internațional al filmului de la Mar de Plata și Placheta de aur la Festivalul internațional al filmului de la Teheran ("Tinerețe fără bătrânețe");
- 1969: Premiul special al juriului, Moscova (Tinerețe fără bătrânețe);
- 1973: Medalie de bronz pentru cel mai bun musical la Festivalul internațional al filmului de la Moscova, (Veronica);
- 1977: Premiul special al juriului la Festivalul internațional al filmului de la Moscova ("Mama");
- 1977: Cupa de argint la Festivalul filmului pentru copii de la Giffoni Valle Pianna ("Mama");
- 1982: Premiul de regie ACIN ("Saltimbancii")
- 1985: Premiul de regie la Festivalul de la Costinești ("Promisiuni");
- 1986: Premiul de regie ACIN ("Promisiuni");
- 1990: Marele premiu la Festivalul internațional al filmului de la Cairo ("Campioana");
- 2007: Premiul Aristizza Romanescu;
- 2009: Premiul Gopo pentru întreaga activitate.[3]
- 2011: titlul doctor honoris causa din partea U.N.A.T.C.[9]

### Decorații și distincții
În 2011 Elisabeta Bostan primește titlul de Doctor Honoris Causa din partea  Institutul de Artă Teatrală și Cinematografică "I.L. Caragiale". Iar în anul 2000 ea  primește din partea Președinției României Ordinul național „Serviciul Credincios” în grad de Ofițer „pentru realizări artistice remarcabile și pentru promovarea culturii”.

### Festivaluri
Din 2022  Casa de Cultură „Elisabeta Bostan” din Buhuși găzduiește  Festivalul „CineCopilăria de Elisabeta Bostan“. Festivalul este organizat de Primăria orașului Buhuși, cu sprijinul Institutului Cultural Român, al Centrului Național al Cinematografiei, al Uniunii Cineaștilor și al Ministerului Culturii.

## Viață personală
Elisabeta Bostan a fost căsătorită în anii ’60 cu regizorul Ion Bostan. S-a recăsătorit apoi cu doctorul Sandu Stoichiță.
În 1990, în cadrul filmărilor la  „Campioana”, o cunoaște  pe Izabela Moldovan, care avea atunci 12 ani și decide să o adopte. Fata Elisabetei Bostan, Izabela Bostan Kevorkian este cadru didactic universitar la UNATC și regizoare.